# Loco un poco
«Loco un poco» es una canción de la banda argentina de rock Turf, publicada como sencillo aproximadamente en octubre de 2001, siendo el primer corte de difusión del álbum Turfshow. La canción fue producida por el cantante argentino Coti Sorokin.
El estribillo parece estar inspirado en la canción «She Bangs the Drums» de The Stone Roses.

## Descripción

### Composición
La canción fue compuesta por Carlos «Tody» Tapia, bajista de la banda, cuando estaba de visita en la casa de sus padres. En la búsqueda de crear una canción similar a la cortina del programa El mundo del espectáculo, tomó una guitarra criolla de cuando era chico y en un par de horas ya tenía la base lista. Por esos años tenía un fuerte fanatismo por la banda irlandesa The Divine Comedy, quienes a su vez tenían como uno de sus referentes al gran compositor norteamericano Burt Bacharach, influencia que se puede escuchar sobre todo en los arreglos de vientos.
Tapia recuerda que cuando llegó el momento de mostrársela a sus compañeros de banda, todos se miraron entre sí y dijeron “¡Acá tenemos algo entre manos!”. En conversación con Indie Hoy, el tecladista Nicolás «Ríspico» Ottavianelli recuerda que Joaquín Levinton escribió la letra casi al instante. Sus aportes se limitaron a trabajar en la sección de cuerdas del estribillo y el sonido del theremín que lo antecede. El músico agrega que aún hoy es la canción que más disfruta tocar en vivo de todo el repertorio de Turf.

### Crisis argentina del 2001
«Loco un poco» es mucho más que simplemente “un éxito” o “una canción pegadiza”. Es una canción que conlleva la necesidad de evadir la tristeza y desesperación generada por la crisis económica y política de aquellos tiempos. El mismo Joaquín Levinton relata que en ese momento Los Auténticos Decadentes habían sacado «No puedo», una canción demasiado alegre para la situación por la que estaba pasando Argentina.

## Músicos
Turf
- Joaquín Levinton – voz y guitarra.
- Leandro Lopatín – guitarra y coros.
- Fernando Caloia – batería y coros.
- Nicolás Ottavianelli – piano, teclados y coros.
- Tody Tapia – bajo y contrabajo.[2]

Invitados
- Coti Sorokin – coros y guitarra.
- Javier Casalla – violín.
- Erwin Stutz – trompeta.
- Sergio Morelli – slide.
- Sandra Corizzo – coros.[2]

## Versión con Lali

### Antecedentes
En octubre de 2024, Turf anunció el lanzamiento de un próximo álbum titulado Polvo de estrellas, una recopilación de sus éxitos más destacados en colaboración con varios artistas. El proyecto incluiría una producción audiovisual que comprendería un show de televisión llamado "Interestelar", conducido por Joaquín Levinton, líder de la banda, y que contará con varios episodios. Posteriormente, la banda anunció un tercer adelanto de su próximo álbum, una reversión de «Loco un poco» junto a Lali, que se lanzaría el 15 de abril de 2025.

### Comentarios de la crítica
Martín Sanzano, de la revista Rolling Stone, escribió que la canción «adquiere una impronta pop renovada gracias a la voz y el estilo inconfundible de Lali», y también destacó la producción a cargo de Ale Sergi. Marianel Battaglia de El Perfil coincidió en que «[la] interpretación incorpora una impronta pop, favorecida por el estilo artístico de Lali». Sebastián Volterri, de Infobae, destacó la participación de Lali, señalando que aportó «su energía y su magnetismo para darle a la canción una segunda vida». Además, resaltó la producción de Sergi, quien «tejió una base sonora que fusiona con maestría el ADN rockero de Turf con la sensibilidad pop de Lali». La Voz del Interior aseguró que la participación de Lali convirtió la canción en una «oda al pop».

### Posicionamiento en listas
Semanales
| País      | Lista             | Mejor posición |
| 2025      | 2025              | 2025           |
| --------- | ----------------- | -------------- |
| Argentina | Argentina Hot 100 | 59             |